# Вила (Империја)
Вила је насеље у Италији у округу Империја, региону Лигурија.
Према процени из 2011. у насељу је живело 66 становника. Насеље се налази на надморској висини од 540 м.